# Selenocephalus uvarovi
Selenocephalus uvarovi är en insektsart som beskrevs av Aleksey A. Zachvatkin 1946. Selenocephalus uvarovi ingår i släktet Selenocephalus och familjen dvärgstritar. Inga underarter finns listade i Catalogue of Life.